# I tre corsari
I tre corsari è un film del 1952, diretto da Mario Soldati.

## Trama
Il castello dei conti di Ventimiglia viene conquistato dallo spagnolo Van Gould che uccide il conte e manda nelle Antille i tre figli. La nave viene assalita dai corsari e i tre fratelli liberati. Decidono di aggregarsi ai pirati per vendicarsi di Van Gould trasferitosi anche lui nelle Antille agli ordini del viceré.

## Produzione

### Soggetto
Nei titoli di testa compare la scritta: "tratto dal romanzo Il Corsaro Verde di Emilio Salgari".